# Цеґельня (Воломінський повіт)
Цеґельня (пол. Cegielnia) — село в Польщі, у гміні Радзимін Воломінського повіту Мазовецького воєводства.
Населення — 886 осіб (2011).
У 1975-1998 роках село належало до Варшавського воєводства.

## Демографія
Демографічна структура станом на 31 березня 2011 року:
|          | Загалом | Допрацездатний вік | Працездатний вік | Постпрацездатний вік |
| -------- | ------- | ------------------ | ---------------- | -------------------- |
| Чоловіки | 451     | 94                 | 323              | 34                   |
| Жінки    | 435     | 88                 | 261              | 86                   |
| Разом    | 886     | 182                | 584              | 120                  |